# (20395) 1998 MY29
A (20395) 1998 MY29 a Naprendszer kisbolygóövében található aszteroida. A LINEAR projekt keretében fedezték fel 1998. június 24-én.